# Sprekelia
Sprekelia is een geslacht van bolgewassen uit de narcisfamilie (Amaryllidaceae). Het geslacht telt een soort die voorkomt in Mexico.

## Soorten
- Sprekelia formosissima (L.) Herb.

... · 
Acis · 
Amaryllis · 
Boophone · 
Clivia · 
Crinum (Haaklelie) · 
Galanthus (Sneeuwklokje) · 
Hippeastrum · 
Hymenocallis · 
Leucojum (Narcisklokje) · 
Narcissus (Narcis) · 
Pancratium · 
Scadoxus · 
Sprekelia · 
Sternbergia · 
...